# ولسوالی مالستان
مالستان یکی از ولسوالی‌های هزاره‌نشین در ولایت غزنی می‌باشد. این ولسوالی از شمال به (دایه) اجرستان و ناور، از شرق به جاغوری و از غرب به ولایت ارزگان همسایه است.
مالستان در غرب ولایت غزنی موقعیت دارد. مساحت آن ۱٬۷۵۰ کیلومتر مربع بوده و ۲۹۹۴ متر از سطح دریا ارتفاع دارد. درازای مالستان ۱۴۰ کیلومتر و پهنای آن ۴۰ کیلومتر می‌باشد. فاصلهٔ آن از مرکز ولایت حدود ۱۲۰ کیلومتر است. مالستان سرزمین سردسیر و کوهستانی است که زمستان آن سرد و برف‌گیر و تابستانش معتدل و مطبوع است. در سال ۱۳۹۹ حدود ۹۲٬۷۳۶ نفر جمعیت داشت که رشد آن ۲٫۷ درصد محاسبه شده است.

## مردم
مالستان یکی از ولسوالی‌های پرجمعیت ولایت غزنی است و مردمان این منطقه هزاره‌ها هستند و به زبان فارسی با گویش هزارگی صحبت می‌کنند.

## جغرافیا

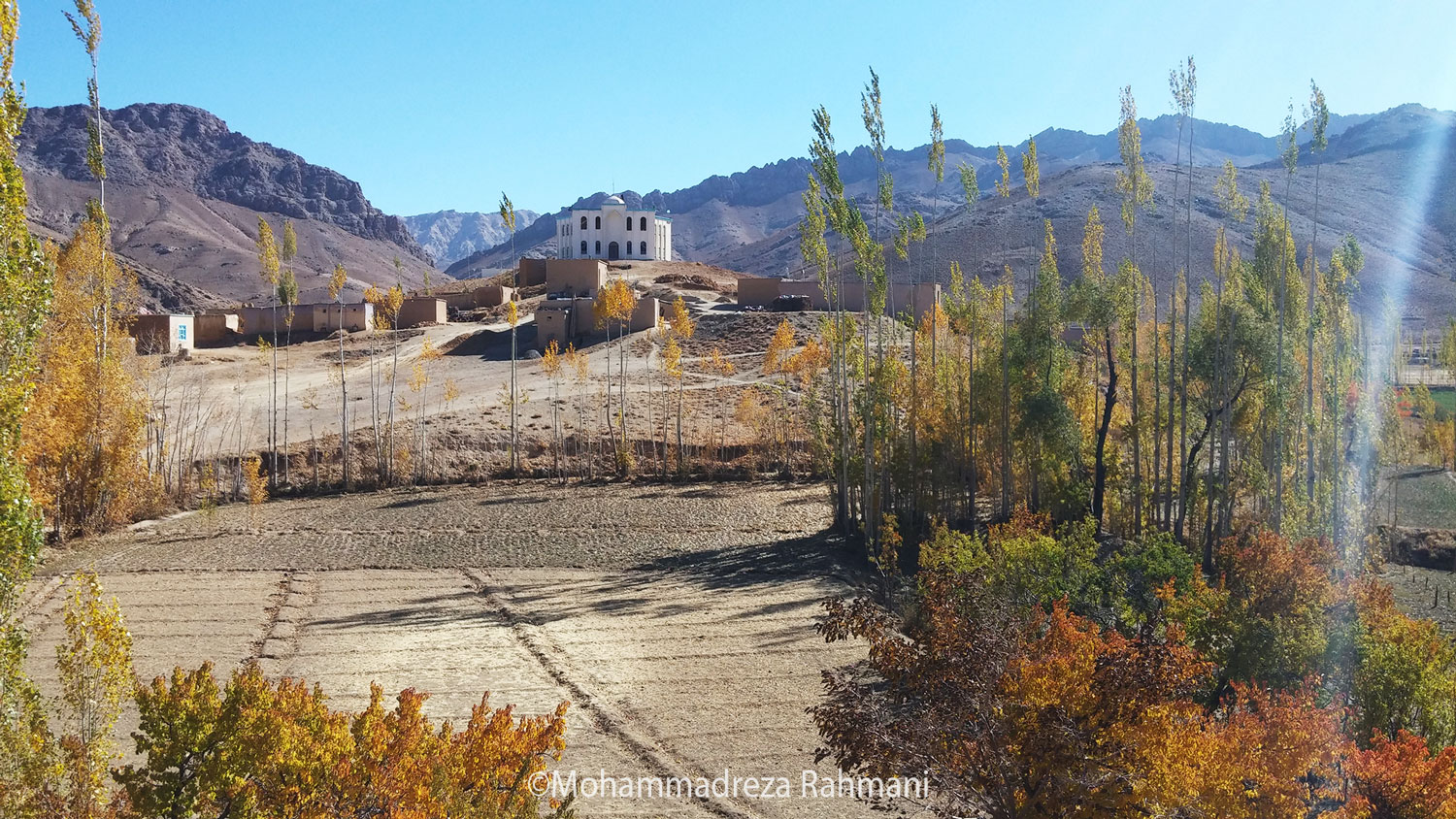
طبیعت پاییزی ولسوالی مالستان

مساحت مالستان ۱۷۵۰ کیلومتر مربع بوده و ۲۹۹۴ متر از سطح دریا ارتفاع دارد. فاصله این ولسوالی از مرکز ولایت حدود ۱۲۰ کیلومتر است. مالستان که از ولسوالی‌های هزاره نشین در غرب ولایت غزنی می‌باشد، از شمال به دایه، اجرستان و ناور، از شرق به جاغوری و از غرب به ولایت ارزگان همسایه است.
این ولسوالی که دارای یک دره اصلی وسیع و دره‌های کوچکتر در اطراف آن است از لحاظ موقعیت جغرافیایی از شرق به غرب امتداد یافته و دارای یک رودخانه بزرگ است. یک شاخه این رودخانه از شرقی‌ترین نقطه مالستان به نام «داله» سرچشمه گرفته رو به غرب حرکت می‌کند و شاخه ای دیگر آن از غرب مالستان از ناحیه «قُشنَگ» و «میرآدینه» سرچشمه گرفته در مسیر راه آب‌های دیگر را با خود همراه نموده در منطقه «شینه ده» با شاخه ای دیگر یکجا گردیده به سوی جاغوری سرازیر می‌شود.

### آب‌وهوا
مالستان سرزمین سردسیر و کوهستانی است که زمستان آن سرد و برف گیر و تابستانش معتدل و مطبوع است.
| ژ                                                   | ف         | م       | آ         | م       | ژ       | ژ       | آ       | س       | اُ       | ن        | د         |
| ۳۴ ۷− ۱۶−                                           | ۸۱ ۶− ۱۴− | ۷۱ ۴ ۷− | ۱۱۲ ۱۶ ۱− | ۲۰ ۲۷ ۴ | ۵ ۳۳ ۱۱ | ۱ ۳۴ ۱۱ | ۶ ۳۳ ۱۱ | ۱۳ ۲۹ ۷ | ۳۷ ۲۱ ۱ | ۵۰ ۱۰ ۶− | ۱۶ ۳− ۱۳− |
| میانگین بالاترین و پایین‌ترین دما به مقیاس سانتیگراد |           |         |           |         |         |         |         |         |         |          |           |
| بارندگی به مقیاس میلی‌متر                            |           |         |           |         |         |         |         |         |         |          |           |
| منبع: Climate-Data.org                              |           |         |           |         |         |         |         |         |         |          |           |

| مقیاس فارنهایت و اینچ                              | مقیاس فارنهایت و اینچ | مقیاس فارنهایت و اینچ | مقیاس فارنهایت و اینچ | مقیاس فارنهایت و اینچ | مقیاس فارنهایت و اینچ | مقیاس فارنهایت و اینچ | مقیاس فارنهایت و اینچ | مقیاس فارنهایت و اینچ | مقیاس فارنهایت و اینچ | مقیاس فارنهایت و اینچ | مقیاس فارنهایت و اینچ |
| -------------------------------------------------- | --------------------- | --------------------- | --------------------- | --------------------- | --------------------- | --------------------- | --------------------- | --------------------- | --------------------- | --------------------- | --------------------- |
| ژ                                                  | ف                     | م                     | آ                     | م                     | ژ                     | ژ                     | آ                     | س                     | اُ                     | ن                     | د                     |
| ۱٫۳ ۱۹۳                                            | ۳٫۲ ۲۱۷               | ۲٫۸ ۳۹۱۹              | ۴٫۴ ۶۱۳۰              | ۰٫۸ ۸۱۳۹              | ۰٫۲ ۹۱۵۲              | ۰ ۹۳۵۲                | ۰٫۲ ۹۱۵۲              | ۰٫۵ ۸۴۴۵              | ۱٫۵ ۷۰۳۴              | ۲ ۵۰۲۱                | ۰٫۶ ۲۷۹               |
| میانگین بالاترین و پایین‌ترین دما به مقیاس فارنهایت |                       |                       |                       |                       |                       |                       |                       |                       |                       |                       |                       |
| بارندگی به مقیاس اینچ                              |                       |                       |                       |                       |                       |                       |                       |                       |                       |                       |                       |

| ژ                                                   | ف         | م       | آ         | م       | ژ       | ژ       | آ       | س       | اُ       | ن        | د         |
| ۳۴ ۷− ۱۶−                                           | ۸۱ ۶− ۱۴− | ۷۱ ۴ ۷− | ۱۱۲ ۱۶ ۱− | ۲۰ ۲۷ ۴ | ۵ ۳۳ ۱۱ | ۱ ۳۴ ۱۱ | ۶ ۳۳ ۱۱ | ۱۳ ۲۹ ۷ | ۳۷ ۲۱ ۱ | ۵۰ ۱۰ ۶− | ۱۶ ۳− ۱۳− |
| میانگین بالاترین و پایین‌ترین دما به مقیاس سانتیگراد |           |         |           |         |         |         |         |         |         |          |           |
| بارندگی به مقیاس میلی‌متر                            |           |         |           |         |         |         |         |         |         |          |           |
| منبع: Climate-Data.org                              |           |         |           |         |         |         |         |         |         |          |           |

| مقیاس فارنهایت و اینچ                              | مقیاس فارنهایت و اینچ | مقیاس فارنهایت و اینچ | مقیاس فارنهایت و اینچ | مقیاس فارنهایت و اینچ | مقیاس فارنهایت و اینچ | مقیاس فارنهایت و اینچ | مقیاس فارنهایت و اینچ | مقیاس فارنهایت و اینچ | مقیاس فارنهایت و اینچ | مقیاس فارنهایت و اینچ | مقیاس فارنهایت و اینچ |
| -------------------------------------------------- | --------------------- | --------------------- | --------------------- | --------------------- | --------------------- | --------------------- | --------------------- | --------------------- | --------------------- | --------------------- | --------------------- |
| ژ                                                  | ف                     | م                     | آ                     | م                     | ژ                     | ژ                     | آ                     | س                     | اُ                     | ن                     | د                     |
| ۱٫۳ ۱۹۳                                            | ۳٫۲ ۲۱۷               | ۲٫۸ ۳۹۱۹              | ۴٫۴ ۶۱۳۰              | ۰٫۸ ۸۱۳۹              | ۰٫۲ ۹۱۵۲              | ۰ ۹۳۵۲                | ۰٫۲ ۹۱۵۲              | ۰٫۵ ۸۴۴۵              | ۱٫۵ ۷۰۳۴              | ۲ ۵۰۲۱                | ۰٫۶ ۲۷۹               |
| میانگین بالاترین و پایین‌ترین دما به مقیاس فارنهایت |                       |                       |                       |                       |                       |                       |                       |                       |                       |                       |                       |
| بارندگی به مقیاس اینچ                              |                       |                       |                       |                       |                       |                       |                       |                       |                       |                       |                       |

## اقتصاد
۸۰ درصد مردم این منطقه کشاورز و دامدار هستند.

## آموزش
به استناد صحبت‌های ظفر شریف حاکم سابق ولسوالی جاغوری، در تاریخ ۳۰/۴/۱۳۹۱ در ولسوالی مالستان بیشتر از ۳۰٬۰۰۰ دانش آموز به تحصیل دانش و کسب علم مشغول است. او که در جشن ابداع آسان سازی فرمول حل معادله یک مجهوله توسط یکی از جوانان کمرک سخن می‌گفت، یادآور شد که ولسوالی جاغوری ۵۲٬۰۰۰ دانش آموز دارد. به دلیل امنیت مداوم از دهه شصت تا کنون، مردمان این سرزمین همواره از نظر سطح سواد و دانش اندوزی سیر رشد داشته است. به گونه‌ای که نسل جدید زیر دوازده سال را پیدا نمی‌توانی که مکتب نرود و دانش آموز برحال نباشد.

## فرهنگ
مردم ولسوالی مالستان هزاره‌های بومی این سرزمین هستند رسم و رواج مردم مالستان مانند سایر هزاره‌های افغانستان می‌باشند.

## گردشگری
منطقهٔ خاری سرسبزترین و زیباترین منطقهٔ تفریحی برای مردم شیرداغ می‌باشد که به ارزگان متصل است.
 مرقد بوستان‌علی مجاهد، در تپه‌ای میان نیزار و سوکه واقع شده و مردم از مناطق مختلف جهت زیارت به آنجا می‌آیند.
زیارت سخی (شاه) در منطقهٔ چکتمور شیرداغ بیشترین گردشگر منطقه را در خود دارد و از شگفتی اینجا این چشمه‌ای است در درون سنگی نهایت بزرگ که در قلهٔ کوه قرار دارد و جالبتر از آن اینکه گاهی آب از این چشمه جاری و گاهی خشک می‌گردد.
زیارت (سقاو) اخیراً قریهٔ زیبای غیغانتَو که بسیار در یک کوه بلند قرار دارد که اکثر نقاط ولایت غزنی از آنجا مشاهده می‌شود و همچنان آب شور در قریهٔ مکنک و سفیدآب داله واقع در قریهٔ داله از دیگر مناطق دیدنی و تفریحی چشمهٔ آبگرم کمرک است اما آبشارها، کاریزها و باغ‌های زیبای آب دره در قریه اینک کمرک قطعاً کم‌نظیر و دیدنی است.
کوه خوجهٔ خواجه در حد فاصل میان میرآدینه و پشتی قرار دارد و مردمان میرآدینه هر بهار سال هم برای زیارت و تفریح به آنجا سفر می‌کنند. در این اواخر تا قسمت آخر این کوه بلند سرک موتر نیز کشیده شده است.
زیارت اولیا، این زیارت در دشت قوشنک قرار دارد. دشت قوشنک با هوای سرد و علفزارهای بی‌شمار، فرصت را ایجاد کرده است که هر از گاهی مردم بدانجا سفر نمایند و به تفریح بپردازند.
زیارت سوزپوش در منطقع لعلچک قرار داشته و در این اواخر میله سال نو در روز نوروز در آنجا برگزار می‌شود.

## نگارخانه

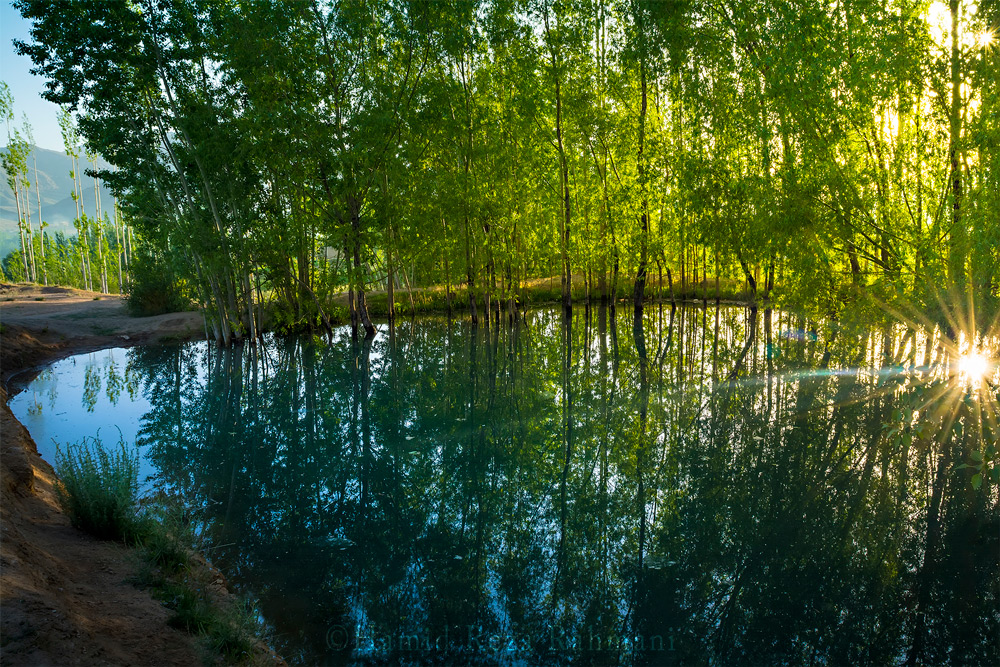
آبگیری که کشاورزان برای آبیاری زمین‌های خود در مواقع کم آبی از آن استفاده می‌کنند.
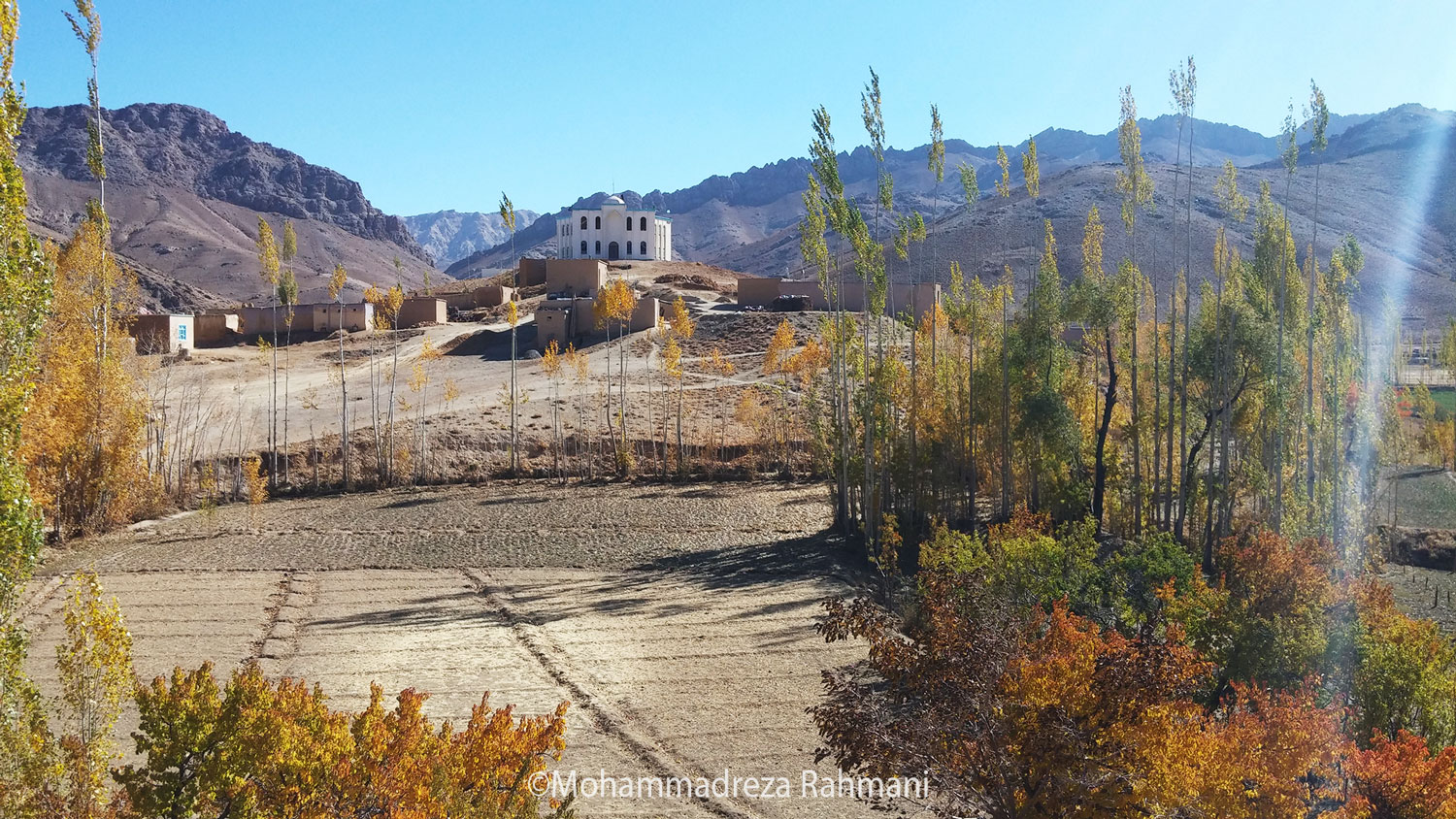
قریه قول آدم
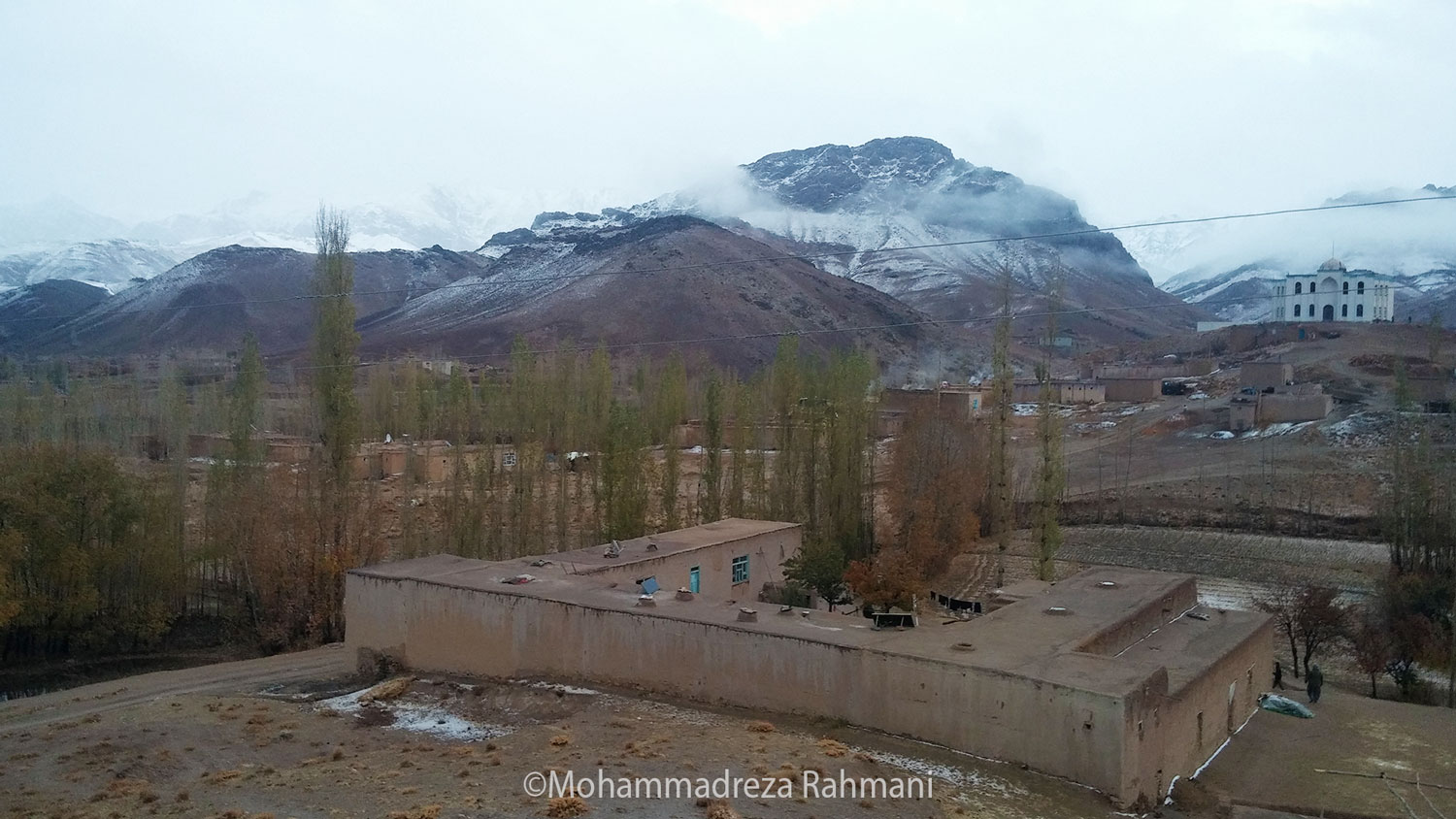
مالستان
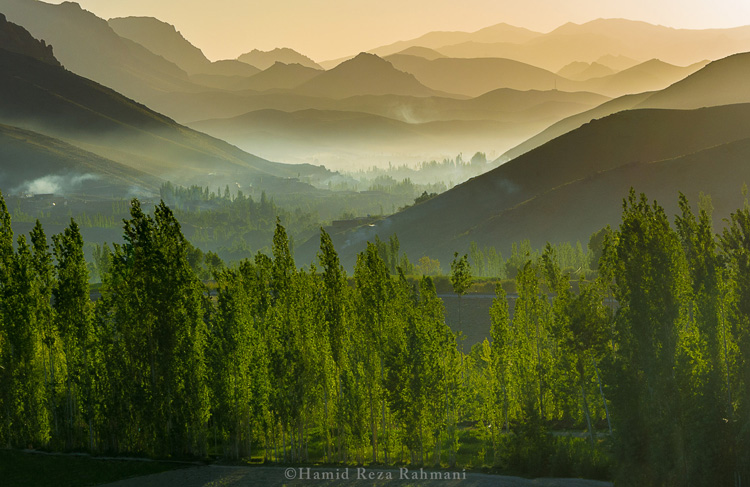
طلوع در مالستان
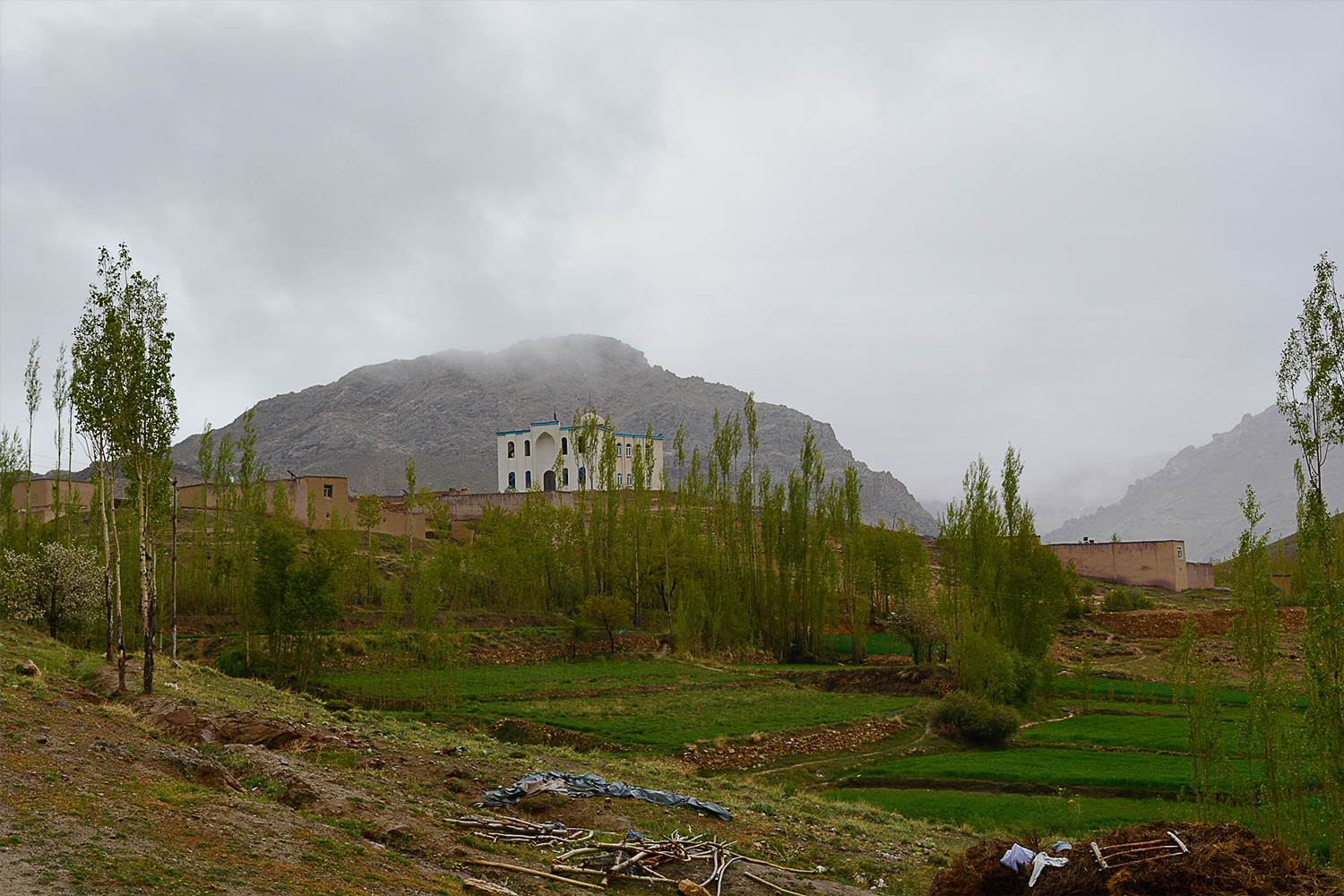
مالستان
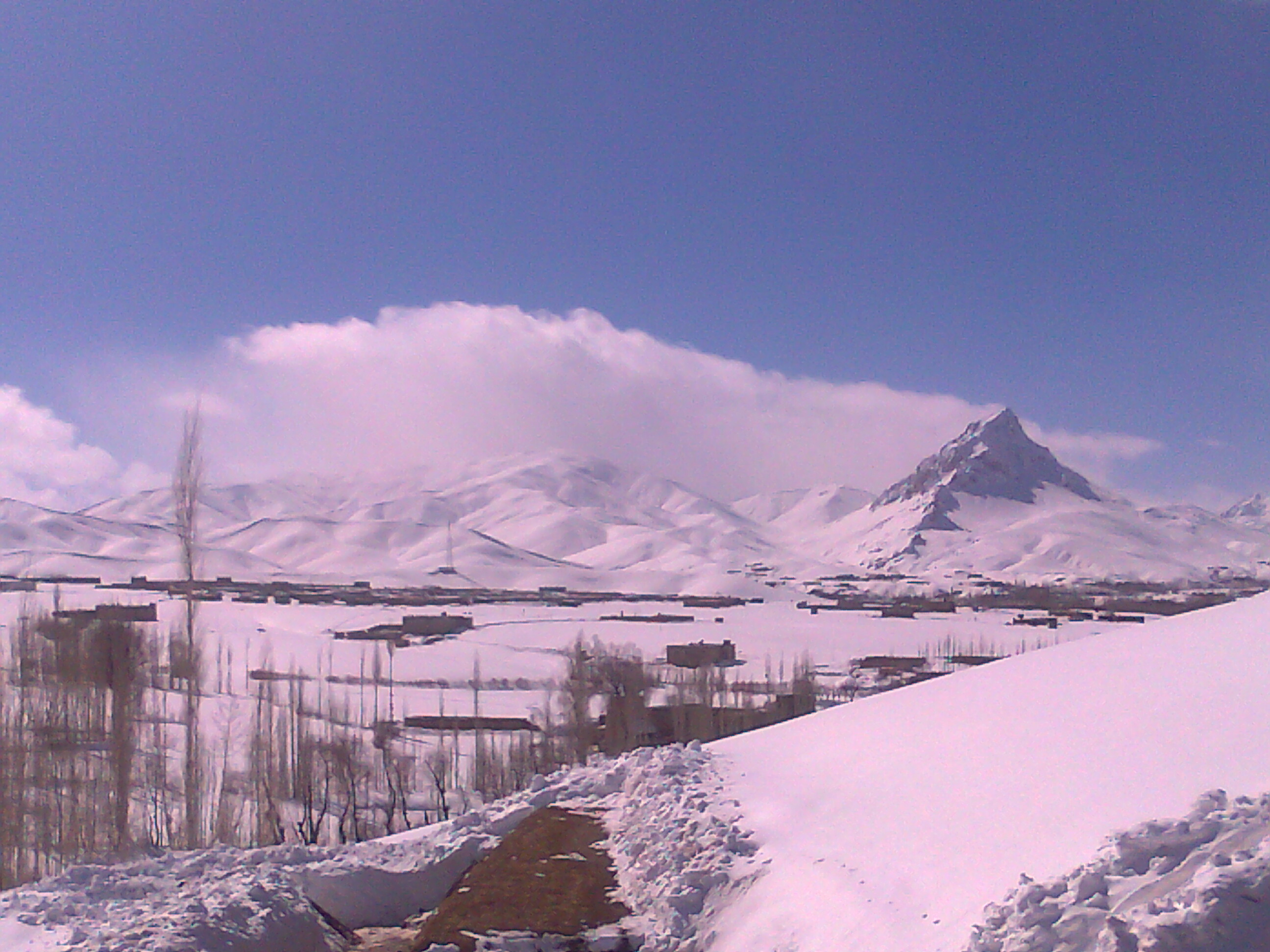
چشم اندازی از فصل زمستان در ولسوالی مالستان